# Калькутська хромосома
«Кальку́тська хромосо́ма» (англ. The Calcutta Chromosome) — науково-фантастичний роман індійського письменника Амітава Ґоша, опублікований 1995 року. Твір є медичним трилером, що охоплює період від 1990-х років у Калькутті і Нью-Йорку до невизначеного часу в майбутньому, описує пригоди вигаданих людей, зібраних разом внаслідок таємничого повороту подій. Книга певною мірою ґрунтується на життєписі сера Рональда Росса, нобелівського лауреата, який у 1898 році здійснив прорив у боротьбі з малярією. У 1997 році роман був відзначений премією Артура Кларка.
Гош використовує в романі фактичні дані у вигаданих подіях, спираючись на мемуари Росса, опубліковані в 1923 році.

## Стислий сюжет
Роман починається з розповіді про Антара, жителя Нью-Йорка майбутнього, який обробляє дані Міжнародної ради води. Деякі дані нагадують Антару про дивну зустріч з Л. Муруганом, співробітником організації LifeWatch (колишнім роботодавцем Антара), який зник у Калькутті в 1995 році. Муруган попросив, щоб його перевели в Калькутту через його інтерес до життя сера Рональда Росса. Поки Антар намагається відстежити в оцифрованих архівах рух Муругана в Калькутті, друга нитка оповіді слідує за власне Муруганом і показує його контакти з багатьма іншими персонажами, більш чи менш цікавими. Сюжет досить складний і його часові лінії навмисно переплутані, протягом багатьох розділів здійснюються переходи з часу Антара в час Муругана, далі в час Росса і навпаки.
Досліджуючи старі і втрачені документи і телефонні повідомлення, Антар дізнається, що Муруган розкрив глибоку таємницю, що приховується за дослідженнями Росса — таємний науково-містичний рух, який може дарувати вічне життя. Процес забезпечення безсмертя приблизно такий: послідовник цього руху може передати свої хромосоми в інше тіло, і поступово стає цією людиною або заволодіває цією людиною. У романі Рональд Росс не відкрив таємниці збудника малярії; це зробила група секретних дослідників з різних, містичних «наук», вихідців з Індії, які допомогли Россу дійти висновків, завдяки яким він відомий. Ці індіанці підказали Россу, що в момент, коли Росс зробить своє відкриття, паразит змінить свою природу. В цей момент з'явиться новий різновид малярії, і дослідницькі групи, використовуючи техніку передавання хромосом, зможуть просунутися ще далі.